# Koło Segnera

Koło Segnera: A - dopływ wody, B - pionowy zbiornik wody, C - wirnik z dyszami, D - wirnik (widok "z góry"), E - zagłębienie w podłożu, F - przekładnia pasowa, G - napędzane urządzenie

Koło Segnera lub młynek Segnera – rodzaj turbiny wodnej wynaleziony przez Jána Andreja Segnera w XVIII wieku.
Woda dostarczana jest na pewnej wysokości do pionowo umieszczonego naczynia w kształcie walca. U dołu wirnika znajduje się układ dwóch lub więcej odpowiednio zakrzywionych rurek zakończonych dyszami, przez które wypływa pod ciśnieniem woda wywołując w ten sposób moment obrotowy a tym samym ruch wirnika. Użyteczny moment obrotowy odbierany jest zazwyczaj z górnej części wirnika poprzez odpowiednią przekładnię pasową lub zębatą.
Współcześnie zasada działania koła Segnera jest wykorzystywana w zraszaczach trawników.